# Alcides Arguedas
Alcides Arguedas (n. 15 iulie 1879 – d. 8 mai 1946) a fost un istoric și scriitor bolivian.

## Lucrări importante
- Pueblo enfermo 1909 (comentariu social)
- Raza de bronce (1919) (roman)
- La fundación de la República (1920) (istorie)
- Historia general de Bolivia (1922) (istorie)
- Política y la Guerra del Chaco (1926) (istorie)
- La dictadura y la anarquía (1926) (istorie)
- Los caudillos bárbaros (1929) (istorie)
- La danza de las sombras (1934) (memorii)

1. ↑  Alcides Arguedas, SNAC, accesat în 9 octombrie 2017
2. 1 2  Autoritatea BnF, accesat în 10 octombrie 2015
3. ↑  Alcides Arguedas ili Argüedas, Opća i nacionalna enciklopedija
4. ↑  Czech National Authority Database, accesat în 23 noiembrie 2019
5. 1 2  Alcides Arguedas, Encyclopædia Britannica Online, accesat în 9 octombrie 2017